# Дерновка (Львовская область)
Дерновка (укр. Дернівка) — село в Жолковской городской общине Львовского района Львовской области Украины.
Население по переписи 2001 года составляло 66 человек. Занимает площадь 3,02 км². Почтовый индекс — 80360. Телефонный код — 3252.